# Crêches-sur-Saône
Pour les articles homonymes, voir crèche.
Crêches-sur-Saône est une commune française située dans le département de Saône-et-Loire, en région Bourgogne-Franche-Comté.

## Géographie

### Communes limitrophes
Les communes limitrophes sont Cormoranche-sur-Saône, Garnerans, Chaintré, Chânes, La Chapelle-de-Guinchay et Varennes-lès-Mâcon.
|        | Chaintré Varennes-lès-Mâcon |                             |
| Chânes | Crêches-sur-Saône           | Cormoranche-sur-Saône (Ain) |
|        | La Chapelle-de-Guinchay     | Garnerans (Ain)             |

### Hydrographie

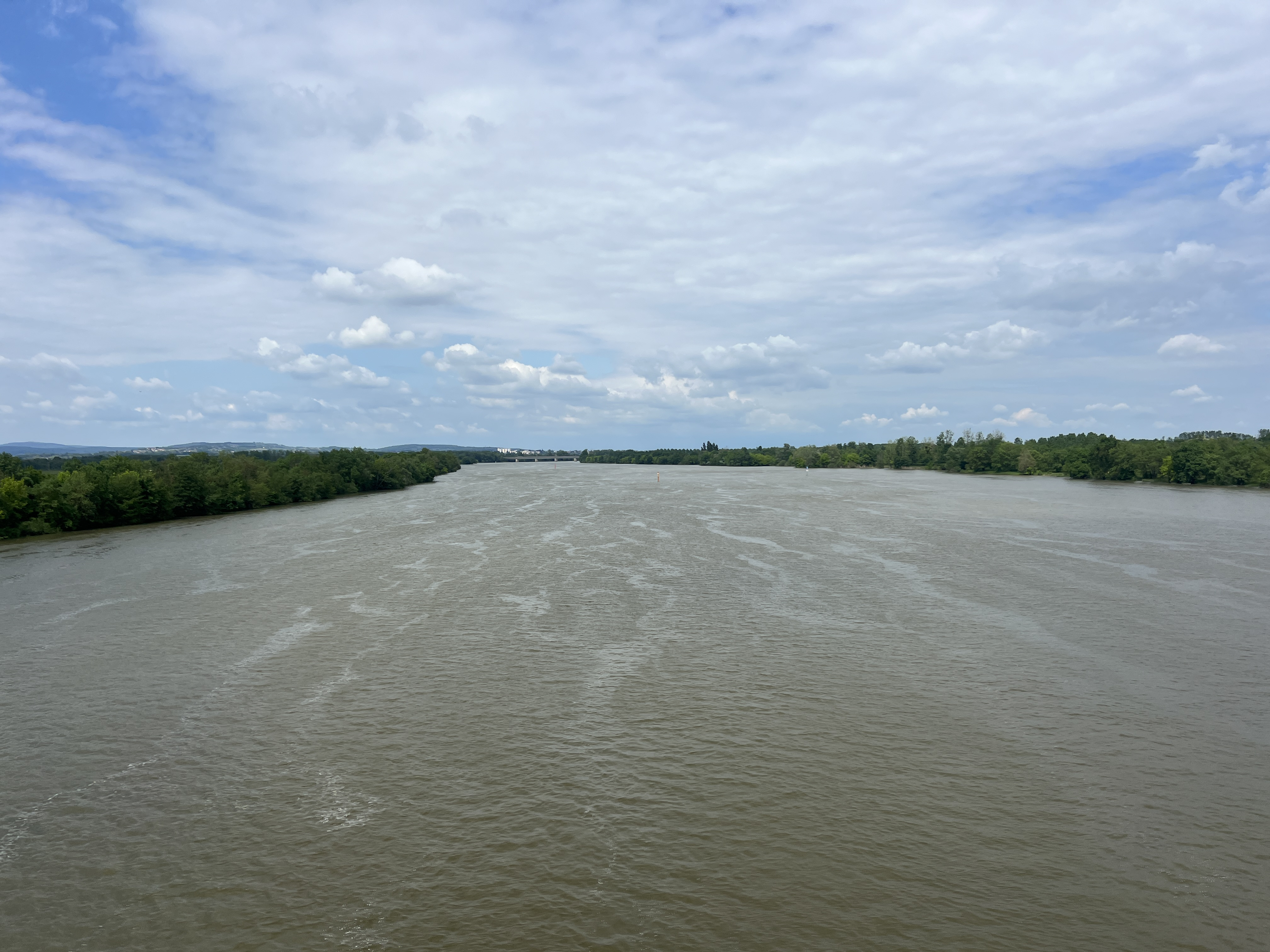
La Saône au niveau du pont d'Arciat.

Comme son nom le suggère, le territoire communal est limité à l'est par le lit de la Saône, l'un des principaux affluents du fleuve le Rhône.
L'Arlois y conflue.

### Climat
Pour des articles plus généraux, voir Climat de la Bourgogne-Franche-Comté et Climat de Saône-et-Loire.
En 2010, le climat de la commune est de type climat océanique altéré, selon une étude du Centre national de la recherche scientifique s'appuyant sur une série de données couvrant la période 1971-2000. En 2020, Météo-France publie une typologie des climats de la France métropolitaine dans laquelle la commune est dans une zone de transition entre le climat semi-continental et le climat de montagne et est dans la région climatique Bourgogne, vallée de la Saône, caractérisée par un bon ensoleillement (1 900 h/an), un été chaud (18,5 °C), un air sec au printemps et en été et des vents faibles.
Pour la période 1971-2000, la température annuelle moyenne est de 12,2 °C, avec une amplitude thermique annuelle de 18,6 °C. Le cumul annuel moyen de précipitations est de 868 mm, avec 10,3 jours de précipitations en janvier et 7 jours en juillet. Pour la période 1991-2020, la température moyenne annuelle observée sur la station météorologique de Météo-France la plus proche, « Mâcon », sur la commune de Charnay-lès-Mâcon à 7 km à vol d'oiseau, est de 12,3 °C et le cumul annuel moyen de précipitations est de 833,7 mm. 
La température maximale relevée sur cette station est de 39,8 °C, atteinte le 13 août 2003 ; la température minimale est de −21,4 °C, atteinte le 15 février 1956,,.
Les paramètres climatiques de la commune ont été estimés pour le milieu du siècle (2041-2070) selon différents scénarios d'émission de gaz à effet de serre à partir des nouvelles projections climatiques de référence DRIAS-2020. Ils sont consultables sur un site dédié publié par Météo-France en novembre 2022.

## Urbanisme

### Typologie
Au 1er janvier 2024, Crêches-sur-Saône est catégorisée bourg rural, selon la nouvelle grille communale de densité à sept niveaux définie par l'Insee en 2022.
Elle appartient à l'unité urbaine de Mâcon, une agglomération inter-régionale regroupant 16  communes, dont elle est une commune de la banlieue,,. Par ailleurs la commune fait partie de l'aire d'attraction de Mâcon, dont elle est une commune de la couronne,. Cette aire, qui regroupe 105 communes, est catégorisée dans les aires de 50 000 à moins de 200 000 habitants,.

### Occupation des sols

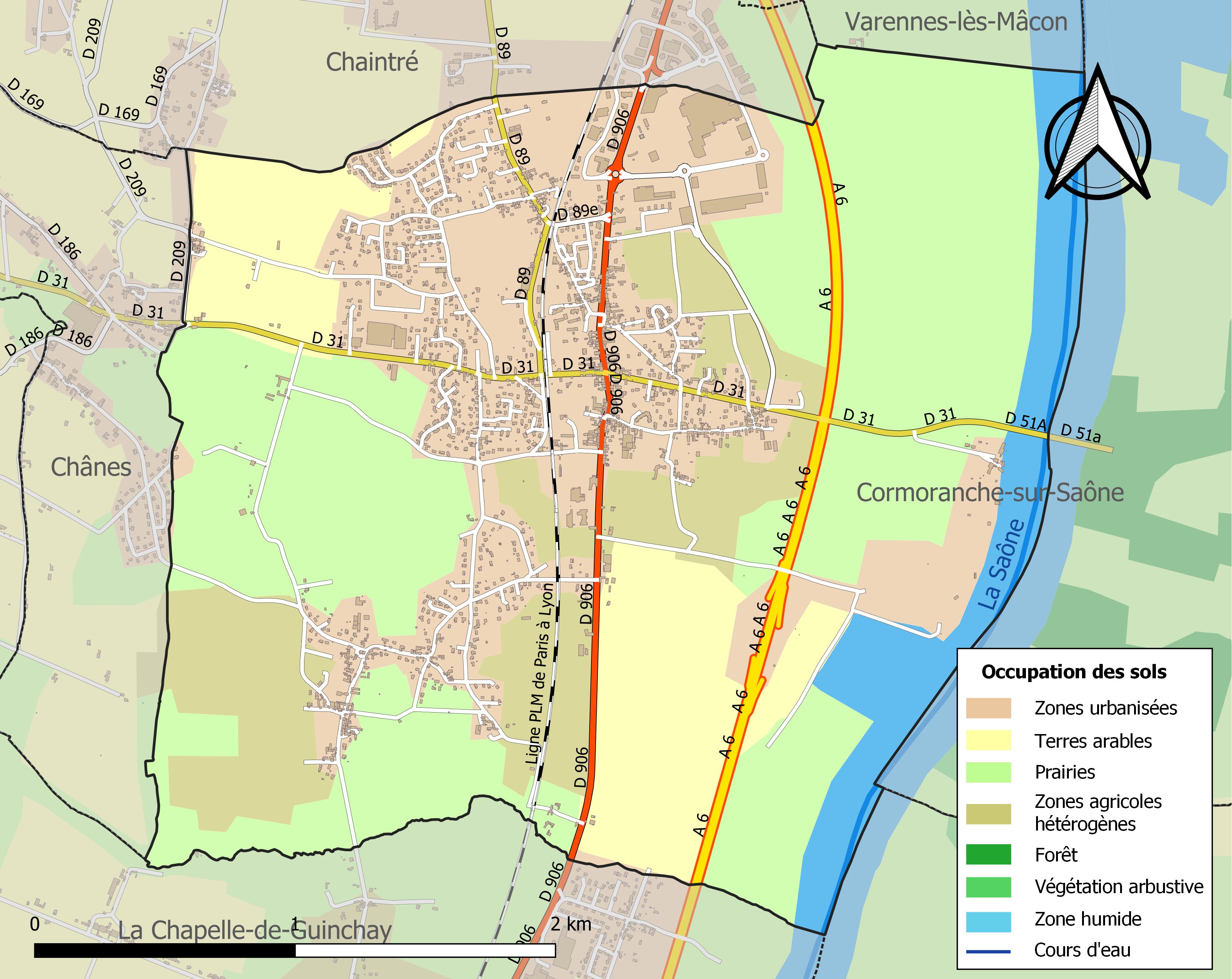
Carte des infrastructures et de l'occupation des sols de la commune en 2018 (CLC).

L'occupation des sols de la commune, telle qu'elle ressort de la base de données européenne d’occupation biophysique des sols Corine Land Cover (CLC), est marquée par l'importance des territoires agricoles (63,1 % en 2018), en diminution par rapport à 1990 (68,3 %). La répartition détaillée en 2018 est la suivante : prairies (37,7 %), zones urbanisées (22,5 %), zones agricoles hétérogènes (13,4 %), terres arables (7,7 %), eaux continentales (7,2 %), cultures permanentes (4,3 %), zones industrielles ou commerciales et réseaux de communication (3,8 %), espaces verts artificialisés, non agricoles (3,4 %). L'évolution de l’occupation des sols de la commune et de ses infrastructures peut être observée sur les différentes représentations cartographiques du territoire : la carte de Cassini (XVIIIe siècle), la carte d'état-major (1820-1866) et les cartes ou photos aériennes de l'IGN pour la période actuelle (1950 à aujourd'hui).

### Habitat et logement
En 2020, le nombre total de logements dans la commune était de 1 547, alors qu'il était de 1 387 en 2015 et de 1 289 en 2010.
Parmi ces logements, 91,8 % étaient des résidences principales, 0,5 % des résidences secondaires et 7,8 % des logements vacants. Ces logements étaient pour 74,7 % d'entre eux des maisons individuelles et pour 23,8 % des appartements.
Le tableau ci-dessous présente la typologie des logements à Crêches-sur-Saône en 2020 en comparaison avec celle de Saône-et-Loire et de la France entière. Une caractéristique marquante du parc de logements est ainsi une proportion de résidences secondaires et logements occasionnels (0,5 %) inférieure à celle du département (7,4 %) et à celle de la France entière (9,7 %). Concernant le statut d'occupation de ces logements, 68 % des habitants de la commune sont propriétaires de leur logement (66,7 % en 2015), contre 64,2 % pour la Saône-et-Loire et 57,5 pour la France entière.
| Typologie                                               | Crêches-sur-Saône | Saône-et-Loire | France entière |
| ------------------------------------------------------- | ----------------- | -------------- | -------------- |
| Résidences principales (en %)                           | 91,8              | 82,3           | 82,1           |
| Résidences secondaires et logements occasionnels (en %) | 0,5               | 7,4            | 9,7            |
| Logements vacants (en %)                                | 7,8               | 10,2           | 8,2            |

### Voies de communication et transports
La commune est traversée par l'autoroute A6, dont l'accès le plus proche est la sortie 29 : Mâcon-sud, Moulins.
Le 11 septembre 2010, le nouveau pont d'Arciat entre Crêches-sur-Saône et Cormoranche-sur-Saône est inauguré. Ce pont d'une longueur de 263 mètres en béton-acier qui a couté 21,5 millions d'euros a été construit par les entreprises Campenon-Bernard et Cimolai. L'ancien pont provisoirement reconstruit après la guerre, sera démoli.
La gare de Crêches-sur-Saône, établie sur la ligne de Paris-Lyon à Marseille-Saint-Charles, est desservie desservie par des trains express régionaux TER Rhône-Alpes de la relation : Mâcon - Lyon-Perrache (- Valence).

## Toponymie

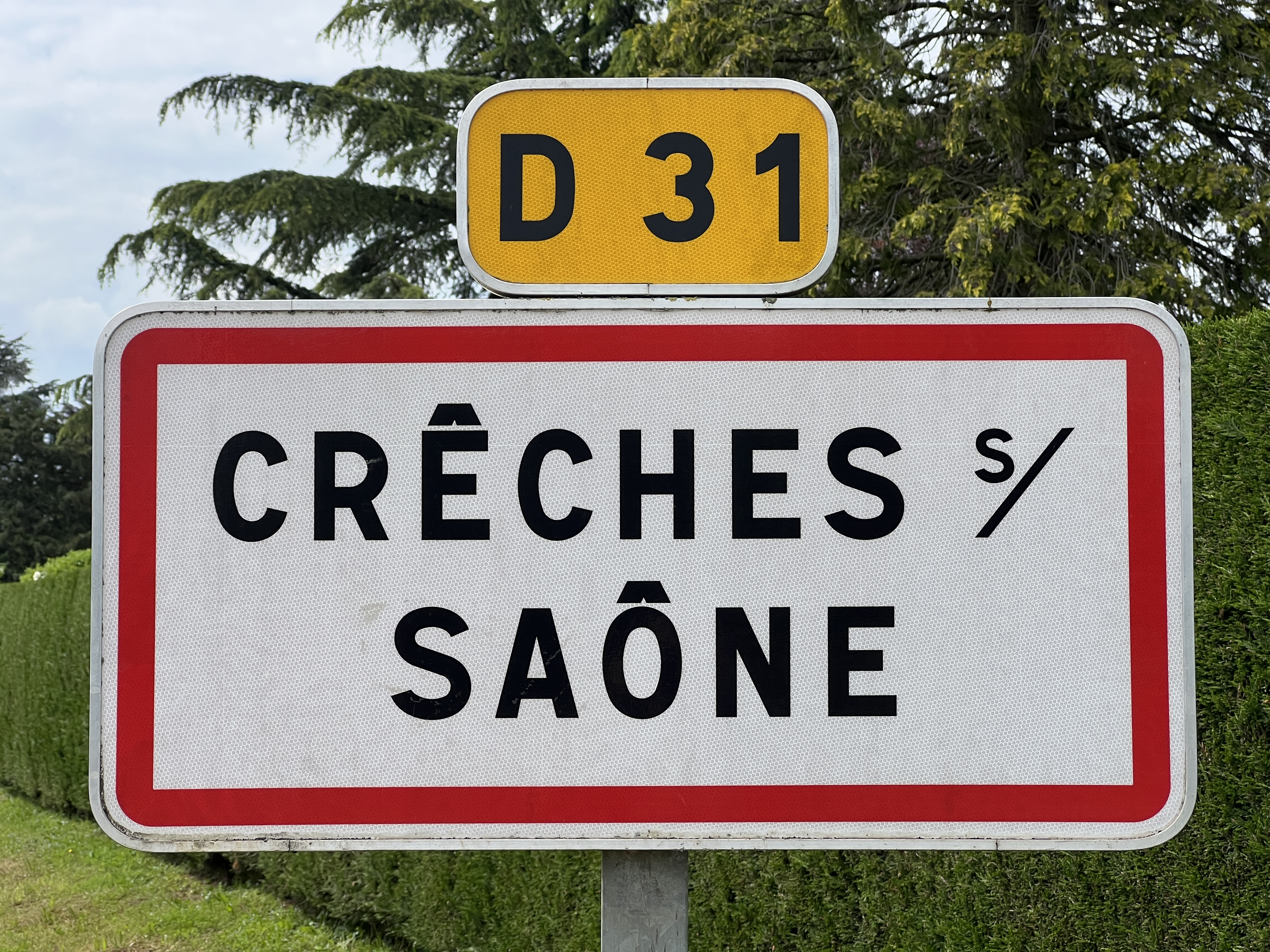
Panneau d'entrée dans Crêches.

La commune, instituée par la Révolution française sous le nom de Crèche, prend ultérieurement celui de Crèches avant de prendre en 1893 sa dénomination actuelle de Crêches-sur-Saône.

## Histoire

### Antiquité
Le territoire de Crêches-sur-Saône est fréquenté depuis l’Antiquité puisqu’il se trouvait ici une villa romaine, dont nous avons retrouvé quelques rares vestiges. La présence de cette villa ici n’est pas très surprenante : le village se trouve sur la via Agrippa, une des voies romaines les plus importantes, qui reliait Burdigala (Bordeaux) à Lugdunum (Lyon), capitale des Gaules. Cette voie longeait la Saône, et est encore appelée sur le cadastre de Crêches « Vieux chemin de Mâcon à Belleville » De plus il y avait non loin un poste militaire romain à Ludna (Belleville).

### Moyen Âge
En août 880, a lieu la bataille de Crêches-sur-Saône, qui voit la victoire des Carolingiens de Louis III contre les troupes du Lotharingien Boson.
Peu à peu, le territoire s’est peuplé, et au Xe siècle, le village de Cropio existe déjà. On signale la présence d’un marché en ces lieux, et un cartulaire des moines de Cluny, daté de 910, y cite la construction d’une église[réf. nécessaire].
Au Xe siècle, le village dépend de la Bourgogne pour la majeure partie (2/3 de son territoire actuel), dont le château et la seigneurie, mais pour autre partie de Beaujeu et donc du royaume de France, les influences et servitudes des seigneuries et du clergé s’entremêlant, se juxtaposant, se contredisant aussi parfois.
De là une situation longtemps explosive, ce qui explique la présence de deux châteaux défensifs : d’abord Germolles, qui sombra rapidement au profit des seigneurs du château d'Estours, dynastie fondé par les « de Feurs ».
Les seigneurs d'Estours sont liés aux évêques de Mâcon, mais accueillent sur leurs terres la dépendance d’une abbaye beaujolaise. On pense en effet que la création de l'abbaye de Joug Dieu, dépendant d'un ordre dont la maison mère se trouve à Villefranche-sur-Saône, a servi leurs intérêts. Elle sera longtemps un argument de poids dans la gestion de leurs affaires[réf. nécessaire].
Le village a connu de nombreux conflits, de nombreuses rivalités, que ce soit pour des intérêts locaux (justice, propriétés) ou nationaux. La guerre de Cent Ans en fut l'apogée. C’est à la fin de celle-ci que Germolles disparaît de l’histoire de la commune. En 1437, on apprend que ses seigneurs de Germolles ont perdu toutes leurs possessions au profit de ceux d’Estours[réf. nécessaire].
Voie de circulation, Crêches verra passer de nombreuses armées d'invasion, comme les Écorcheurs en 1443, ainsi que les convois de vin romains, les pèlerins de Saint-Jacques-de-Compostelle, et les commerces de toutes sortes...

### Révolution française et Empire
Sous la Révolution, la seigneurie de Beaujeu est incluse au Rhône. Le canton, en majorité de dépendance beaujolaise, est lui inclus à la Saône-et-Loire, Bourgogne-Franche-Comté : en représailles au comportement résistant des Lyonnais sous la Terreur, on ampute le département du Rhône de ce canton.
Le village voit encore ses frontières redéfinies en 1805. Un décret napoléonien rattachera en effet le hameau de Dracé les Ollières, alors sur Chânes, à Crêches-sur-Saône. Ce décret semble faire suite à de nombreuses disputes et tractations entre les deux villages concernant des droits de passage et les propriétés de l'un ou l'autre[réf. nécessaire].
Le village voit passer les troupes coalisés contre Napoléon en 1814, qui font de nombreux dégâts.

### Époque contemporaine
Durant la Seconde Guerre mondiale, l'armée allemande s'installe au château d'Estours).
Entre son évasion de la prison de Riom en septembre 1943 et son envol vers l'Angleterre en Octobre, le  général de Lattre de Tassigny se cache au port d'Arciat, un hameau de Crêches-sur-Saône.
En 1981, Carrefour vient implanter un centre commercial dans la commune, le Carrefour Les Bouchardes qui ne cesse depuis  de s'agrandir.
En 2019, la commune est traversée par le Tour de France.

## Politique et administration

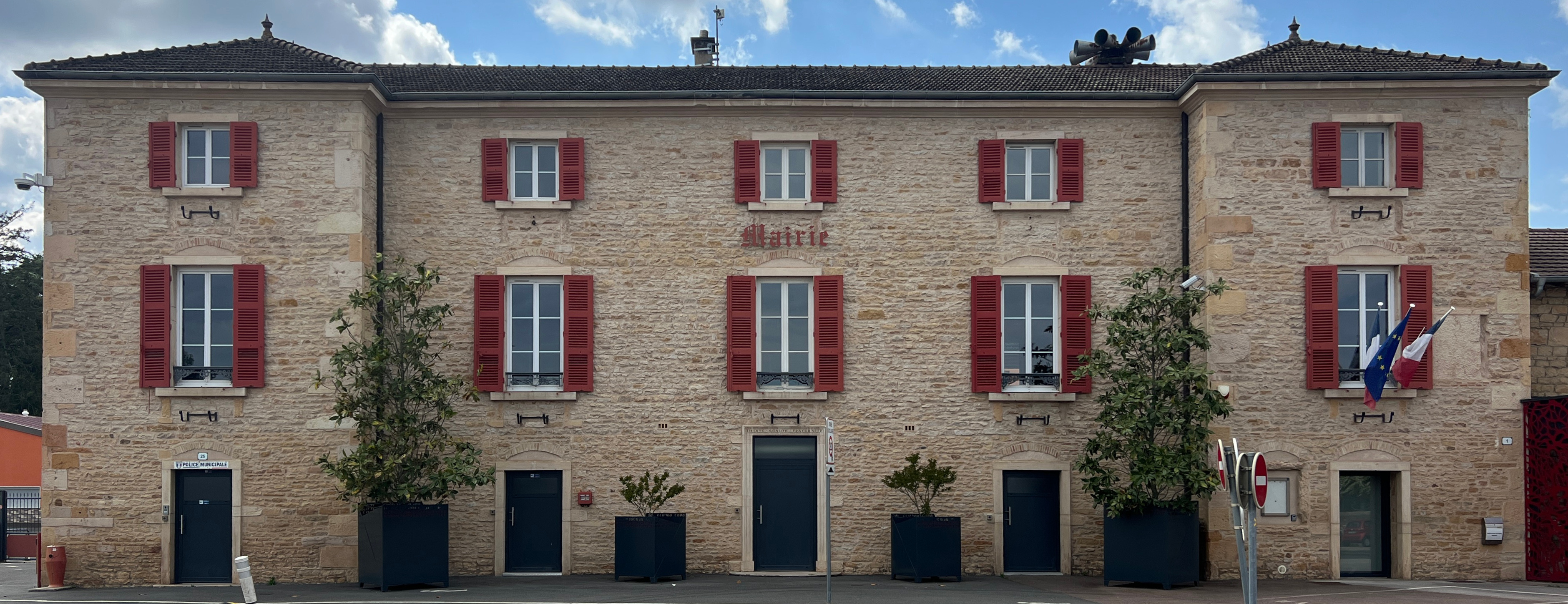
Mairie.

### Rattachements administratifs et électoraux

#### Rattachements administratifs
La commune se trouve dans l'arrondissement de Mâcon du département de la Saône-et-Loire.
Elle faisait partie depuis 1801 du canton de La Chapelle-de-Guinchay. Dans le cadre du redécoupage cantonal de 2014 en France, cette circonscription administrative territoriale a disparu, et le canton n'est plus qu'une circonscription électorale.

#### Rattachements électoraux
Pour les élections départementales, la commune fait partie depuis 2014 d'un nouveau canton de La Chapelle-de-Guinchay porté de 11 à 34 communes.
Pour l'élection des députés, elle fait partie de la première circonscription de Saône-et-Loire.

### Intercommunalité
Crêches-sur-Saône était membre de la communauté de communes du Mâconnais Beaujolais, un établissement public de coopération intercommunale (EPCI) à fiscalité propre créé fin 1993  et auquel la commune avait transféré un certain nombre de ses compétences, dans les conditions déterminées par le code général des collectivités territoriales.
Dans le cadre des dispositions de la loi portant nouvelle organisation territoriale de la République du 7 août 2015, qui prévoit que les établissements publics de coopération intercommunale (EPCI) à fiscalité propre doivent avoir un minimum de 15 000 habitants, cette intercommunalité a fusionné avec sa voisine pour former, le 1er janvier 2017, la communauté d'agglomération dénommée Mâconnais Beaujolais Agglomération, dont est désormais membre la commune.

### Liste des maires
| Période                                  | Période                     | Identité          | Étiquette     | Qualité |
| ---------------------------------------- | --------------------------- | ----------------- | ------------- | --- |
| Les données manquantes sont à compléter. |                             |                   |               | |
|                                          |                             |                   |               | |
| 1912                                     |                             | Félix Pinsard     | Rad.          | Viticulteur Conseiller général de La Chapelle-de-Guinchay (1938 → 1940)                                                              |
|                                          |                             |                   |               | |
| octobre 1947                             | mars 1971                   | Jules Pinsard     | Rad. puis MRG | Négociant en bestiaux Sénateur de Saône-et-Loire (1951 → 1977) Conseiller général de La Chapelle-de-Guinchay (1945 → 1982)           |
| mars 1971                                | juillet 1981                | Jean Dubessay     |               | Décédé en fonction |
| juillet 1981                             | mars 2014                   | Daniel Juvanon    | UDF puis UMP  | Directeur commercial retraité Conseiller général de La Chapelle-de-Guinchay (1994 → 2015) Président de la CC du Mâconnais Beaujolais |
| mars 2014                                | mai 2020                    | Michel Rosi       | SE            | Enseignant retraité |
| mai 2020                                 | juin 2023                   | Roger Thévenot    | SE            | Cadre administratif hospitalier retraité Démissionnaire                                                                              |
| juillet 2023                             | février 2024                | Christian Jolivet | SE            | Directeur de filiale Démissionnaire                                                                                                  |
| avril 2024                               | En cours (au 16 avril 2024) | Michel Berthet    | SE            | Directeur commercial retraité, ancien premier adjoint                                                                                |

## Population  et société
Les habitants sont les Crêchois,, Crêchons.

### Démographie
L'évolution du nombre d'habitants est connue à travers les recensements de la population effectués dans la commune depuis 1793. Pour les communes de moins de 10 000 habitants, une enquête de recensement portant sur toute la population est réalisée tous les cinq ans, les populations de référence des années intermédiaires étant quant à elles estimées par interpolation ou extrapolation. Pour la commune, le premier recensement exhaustif entrant dans le cadre du nouveau dispositif a été réalisé en 2005.

En 2022, la commune comptait 3 179 habitants, en évolution de +6,68 % par rapport à 2016 (Saône-et-Loire : −1,06 %, France hors Mayotte : +2,11 %).
| 1793 | 1800 | 1806 | 1821 | 1831 | 1836  | 1841  | 1846  | 1851  |
| ---- | ---- | ---- | ---- | ---- | ----- | ----- | ----- | ----- |
| 606  | 550  | 873  | 948  | 971  | 1 060 | 1 068 | 1 091 | 1 180 |

| 1856  | 1861  | 1866  | 1872  | 1876  | 1881  | 1886  | 1891  | 1896  |
| ----- | ----- | ----- | ----- | ----- | ----- | ----- | ----- | ----- |
| 1 209 | 1 246 | 1 228 | 1 280 | 1 294 | 1 210 | 1 150 | 1 193 | 1 253 |

| 1901  | 1906  | 1911  | 1921  | 1926  | 1931  | 1936  | 1946  | 1954  |
| ----- | ----- | ----- | ----- | ----- | ----- | ----- | ----- | ----- |
| 1 180 | 1 225 | 1 233 | 1 114 | 1 114 | 1 137 | 1 049 | 1 008 | 1 089 |

| 1962  | 1968  | 1975  | 1982  | 1990  | 1999  | 2005  | 2006  | 2010  |
| ----- | ----- | ----- | ----- | ----- | ----- | ----- | ----- | ----- |
| 1 254 | 1 588 | 2 169 | 2 345 | 2 531 | 2 753 | 2 833 | 2 825 | 2 846 |

| 2015  | 2020  | 2022  | - | - | - | - | - | - |
| ----- | ----- | ----- | - | - | - | - | - | - |
| 2 952 | 3 140 | 3 179 | - | - | - | - | - | - |

## Cultes
Les fidèles catholiques de Crêches-sur-Saône relèvent de la paroisse Notre-Dame-des-Vignes en Sud-Mâconnais, qui a son siège à La Chapelle-de-Guinchay et qui regroupe quatorze villages du Mâconnais. Elle fait partie du doyenné de Mâcon et du diocèse d'Autun :

## Économie

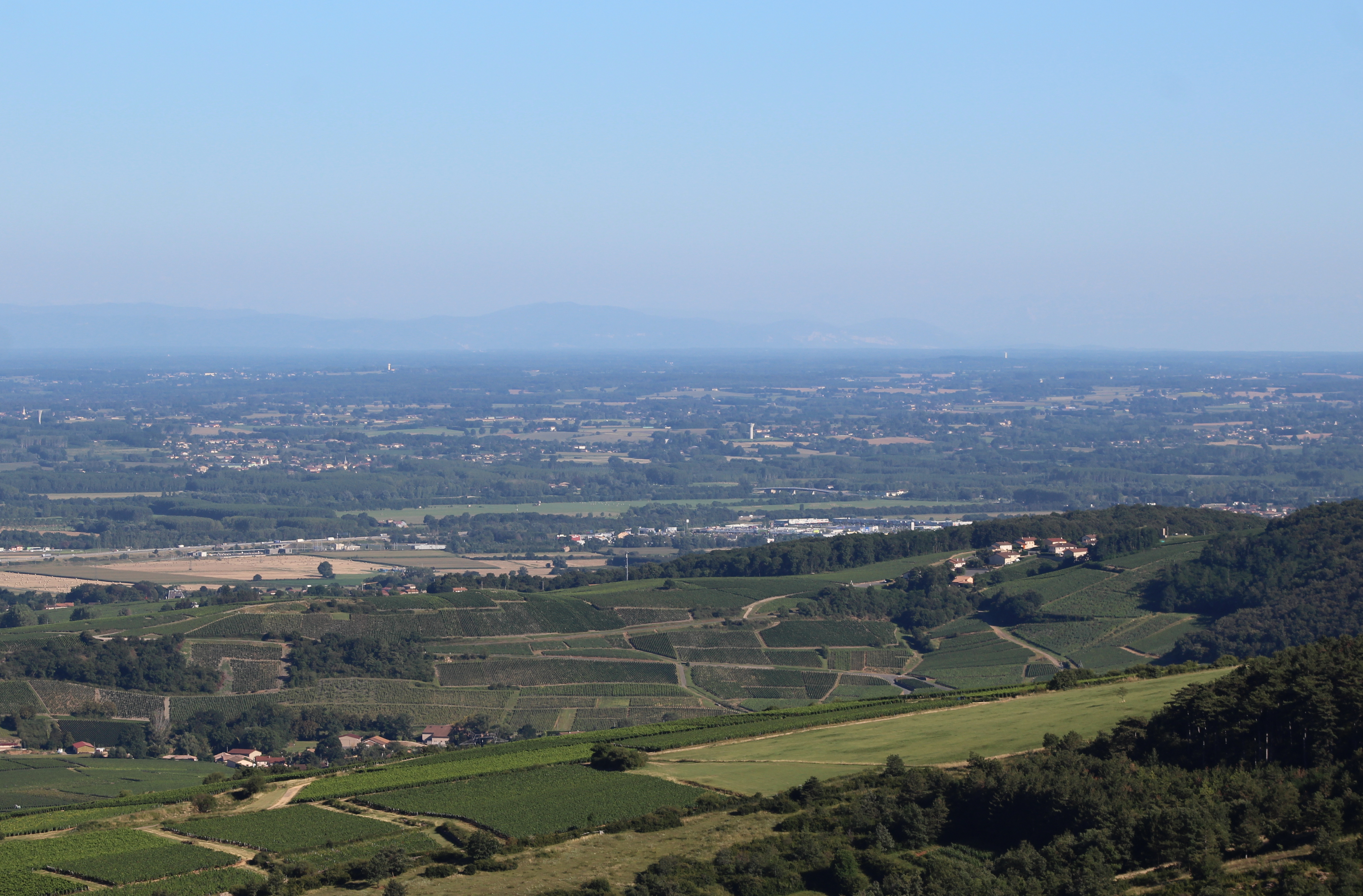
Vue sur la Bresse et le Mâconnais. La photo a été prise au sommet de la roche de Solutré. En premier plan, on voit la zone commerciale des Bouchardes à Crêches-sur-Saône qui se situe devant le pont d'Arciat, qui lui-même est devant le château d'eau de Bey.

## Culture locale et patrimoine

### Lieux et monuments
- Château d'Estours.
- Château de Thoiriat.

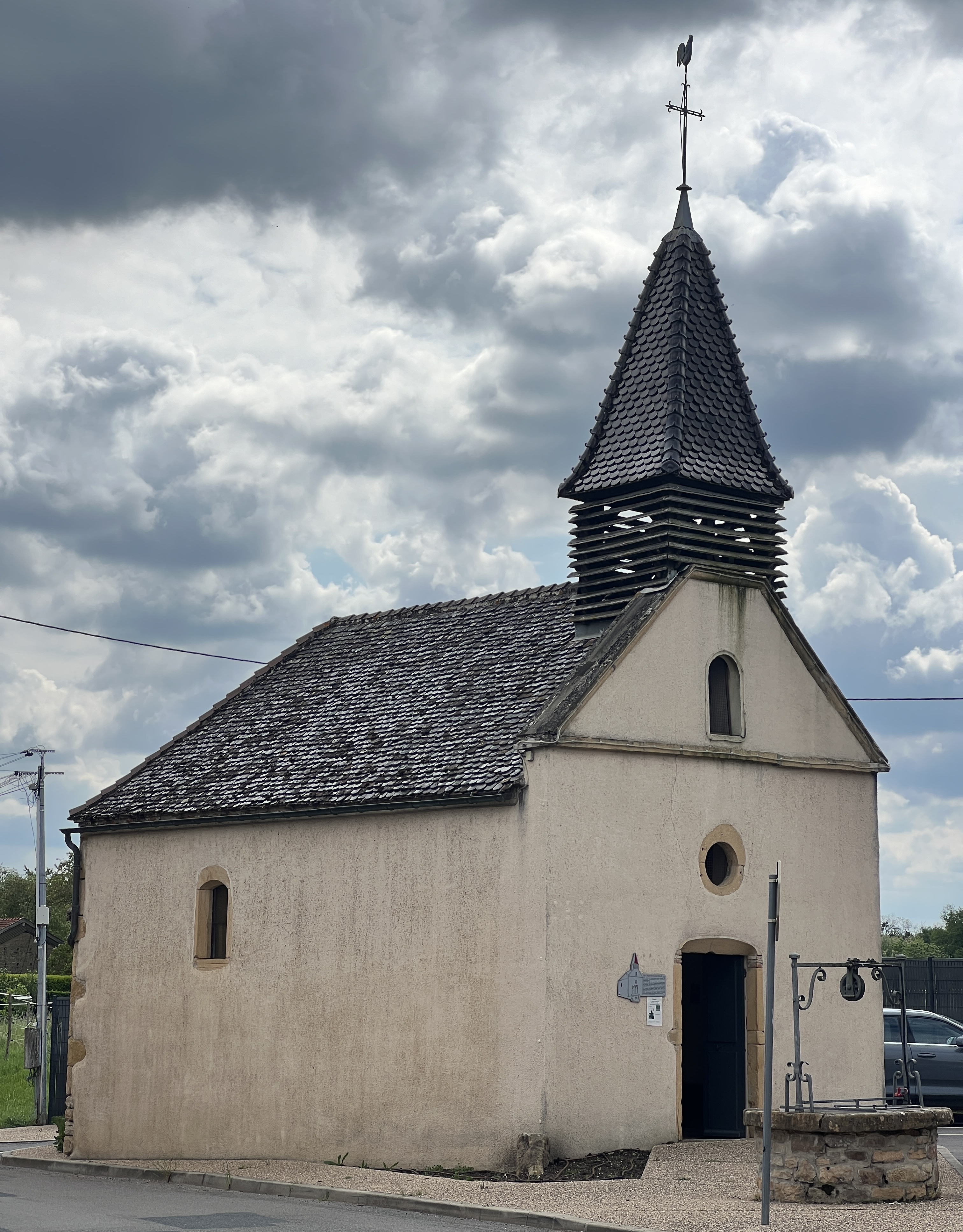
Chapelle Saint-Roch.

- La chapelle Saint-Roch au hameau de Dracé.

### Crêches-sur-Saône dans les arts
Crêches-sur-Saône est citée dans le poème d'Aragon, Le conscrit des cent villages, écrit comme acte de Résistance intellectuelle de manière clandestine au printemps 1943, pendant la Seconde Guerre mondiale.

### Personnalités liées à la commune
- Georges Mathey (1887-1915), peintre et sculpteur, y est né.
- Georges Dubœuf (1933-2020), négociant en vins, y est né.

### Héraldique
| Blason de Crêches-sur-Saône | Blason  | D'azur à la roue de chariot de huit rayons d'or accompagnée en chef de deux poissons affrontés d'argent et en pointe de deux châteaux du même, à la bordure cousue de gueules chargée de 24 grappes de raisin d'or. |
| Blason de Crêches-sur-Saône | Détails | Le statut officiel du blason reste à déterminer. |

## Pour approfondir